# Liste de groupes de oi!
La liste qui suit comprend des groupes de oi! ou associés à ce style classés par ordre alphabétique.

## Liste
- The 4-Skins[1],[2],[3],[4]
- Angelic Upstarts[1],[2],[5]
- Blitz[1],[2],[3],[6]
- Böhse Onkelz[7]
- Brigada Flores Magon[8]
- The Bruisers[2]
- The Burial[3]
- The Business[1],[2],[3]
- Cock Sparrer[1],[3]
- Cockney Rejects[2],[3],[9]
- Les Collabos[1]
- Decibelios[10]
- Dropkick Murphys[2]
- The Exploited[1],[2]
- Los Fastidios[11]
- Hard Skin[12]
- Hors Contrôle[13]
- Jeunesse Apatride[14]
- Komintern Sect[1]
- Oi Polloi[15]
- The Oppressed[16]
- Paris Violence[17]
- Perkele[18]
- Peter and the Test Tube Babies[19]
- Red Alert[2]
- Red Braces[2]
- Sham 69[3],[5]
- Skrewdriver[9]
- Slaughter and The Dogs[9]
- The Toy Dolls[2]
- Warrior Kids[20]